# Musée Réattu

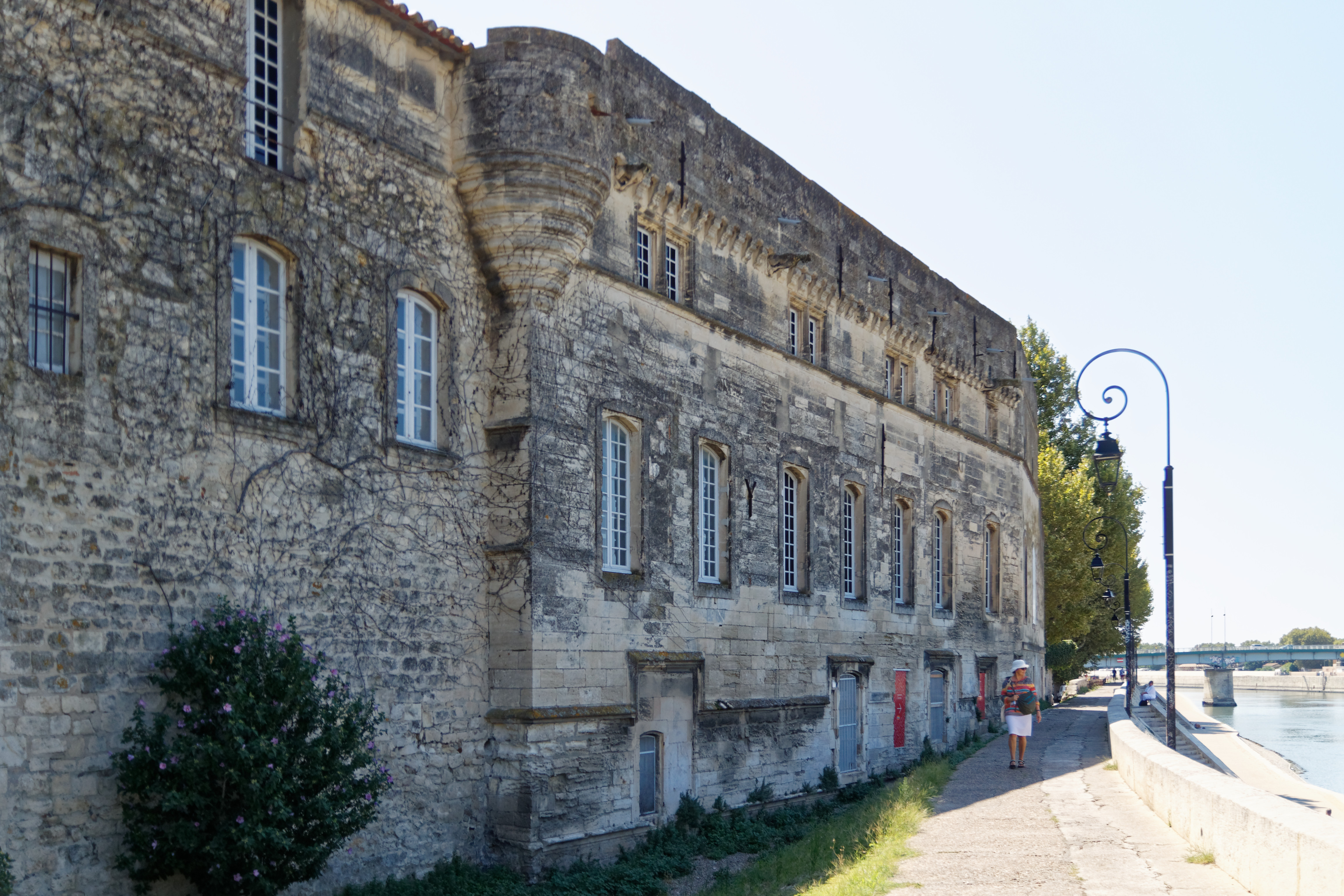
Musée Réattu in Arles, voormalige commanderij van de Orde van Malta

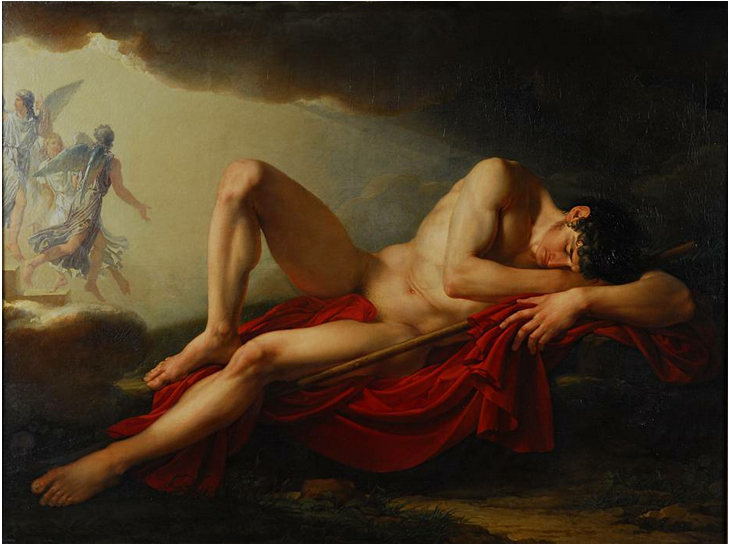
Droom van Jakob, door Jacques Réattu

Het Musée Réattu, vernoemd naar de kunstschilder Jacques Réattu (1760-1833), is het Museum voor Schone Kunsten van de stad Arles, in het departement Bouches-du-Rhône in Frankrijk. Het is gelegen in de Rue du Grand-Prieuré n° 10 in Arles. Van 1358 tot 1792 was het een commanderij van de Hospitaalridders van Sint-Jan, ook bekend als de Orde van Malta. Nadien woonde Réattu er.

## Historiek

### Commanderij van de Hospitaalridders
Begin 12e eeuw installeerden de Hospitaalridders zich in Arles, stad in het Heilige Roomse Rijk. Hun woning en godshuis waren aanvankelijk gelegen in de buitenwijk Trinquetaille, tegen de Sint-Thomaskerk aan. In de stad zelf en in de Provence heerste een veel machtiger ridderorde, de Tempeliers. Zij bezaten vele eigendommen, veel meer dan de Hospitaalridders. In de loop van de 14e eeuw verkommerde het verblijf van de Hospitaalridders; in diezelfde periode liet koning Filips IV van Frankrijk de Tempeliersorde opdoeken.
In 1358 verhuisden de Hospitaalridders van Trinquetaille op de rechteroever van de Rhône, naar de linkeroever, in het stadscentrum van Arles. Ze maakten gebruik van de vestingmuren van de stad om hun commanderij versterkt herop te bouwen. In de brede bocht van de Rhône bouwden ze hun vesting. De as van het midden van de rivier loopt door de commanderij. Zo zie je in de grote zaal op het eerste verdiep de watermassa van de Rhône op je afkomen, wat de indruk geeft dat je op een schip bent. De Hospitaalridders richtten er een hoeve in, een ziekenboeg en een binnenplein met stallingen. In de 16e eeuw, tijdens de Franse godsdienstoorlogen, vluchtten de hospitaalridders weg uit hun hoofdkwartier in Saint-Gilles. Saint-Gilles bevindt zich nabij Arles. De commanderij in Arles breidde uit om het bestuur van hun ridderorde te kunnen onderbrengen. De nieuwe vertrekken werden luxueus ingericht met kostbare inboedel. In de 17e eeuw werd de commanderij van Arles bevorderd tot groot-priorij van de orde. Dit vinden we heden terug in de straatnaam: Rue du Grand-Prieuré. 
Na de Franse Revolutie werd de groot-priorij van Arles geconfisqueerd en verkocht. Jacques Réattu kocht in 1796 het pand. Réattu was kunstschilder en richtte er zijn woning en atelier in. Hij vond in het historisch pand inspiratie voor zijn allegorische schilderijen. Hij overleed in 1833. Toen zijn dochter stierf in 1868, verwierf de stad Arles het pand. De stad richtte er bijgevolg het museum Réattu in.

### Museum Réattu
Het museum heeft talrijke schilderijen van Jacques Réattu in bezit, alsook enkele van zijn oom Antoine Raspal. Er zijn ook tekeningen van Pablo Picasso te bekijken, alsook schilderijen van meerdere artiesten afkomstig uit de Provence. Rond 1900 verwierf het museum een collectie foto’s van kunstfotografen uit de Provence. 
Het pand is beschermd erfgoed en monument historique van de Franse Staat sinds 1958.